# Distretto di Terhathum

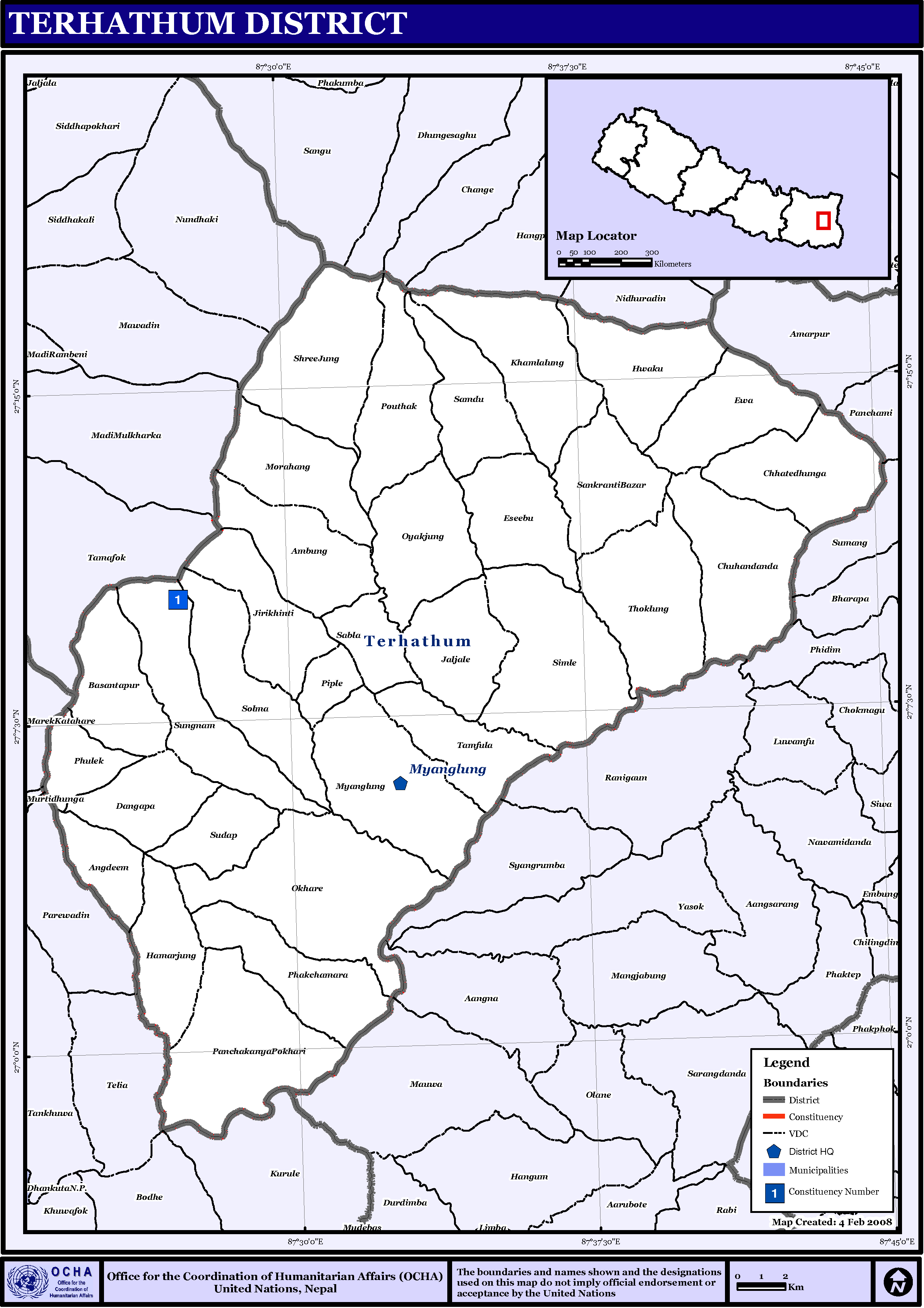
Mappa del distretto di Terhathum

Il distretto di Terhathum (in nepalese: तेह्रथुम जिल्ला|तेह्रथुम जिल्ला ) è uno dei 77 distretti del Nepal, in seguito alla riforma costituzionale del 2015 fa parte della provincia di Koshi.
Il capoluogo è Myanglung.
Geograficamente il distretto appartiene alla zona collinare delle Mahabharat Lekh.
Il principale gruppo etnico presente nel distretto sono i Limbu.

## Municipalità
Il distretto è suddiviso in sei municipalità, due urbane e quattro rurali:
- Laligurans (urbana)
- Myanglung (urbana)
- Aathrai (rurale)
- Chhathar (rurale)
- Phedap (rurale)
- Menchayayem (rurale)